# 戟叶小苦荬
戟叶小苦荬（学名：Ixeridium sagittarioides）为菊科小苦荬属的植物。分布在不丹、缅甸、印度、尼泊尔以及中国大陆的云南等地，生长于海拔1,920米的地区，目前尚未由人工引种栽培。

## 别名
茨菇叶苦菜（云南种子植物名录）

## 异名
- Ixeris sagittarioides (C. B. Clarke) Stebbins